# 得梅因縣
得梅因縣（英語：Des Moines County）是美国艾奥瓦州東南部的一個縣，東傍密西西比河，面積1,113平方公里。根據2020年美國人口普查，共有人口38,910人。縣治伯靈頓。艾奥瓦陆军弹药厂位于此地。
与该县同名的该州首府得梅因是该州波爾克縣的縣治，兩者經常被搞混。